# Article 61 de la Constitution belge
L'article 61 de la Constitution belge fait partie du titre III Des pouvoirs. Il traite de l'élection des députés fédéraux.
Il date du 7 février 1831 et était à l'origine — sous l'ancienne numérotation — l'article 47. Il a été révisé en 1893, en 1920, lors de la deuxième et de la troisième réforme de l'État.

## Texte
« Les membres de la Chambre des représentants sont élus directement par les citoyens âgés de dix-huit ans accomplis et ne se trouvant pas dans l'un des cas d'exclusion par la loi. 
 Chaque électeur n'a droit qu'à un vote. »

## Histoire
Cet article a fort évolué tout au long de l'Histoire de la Belgique. Ses révisions successives ont fait de la Belgique un État démocratique.

### Version originaire
À l'origine, le vote était censitaire. À la suite du Printemps des peuples en 1848, le cens a été baissé au minimum constitutionnel jusqu'en 1863.

« La Chambre des représentants se compose des députés élus directement par les citoyens payant le cens déterminé par la loi électorale, lequel ne peut excéder 100 florins d'impôts directs, ni être au-dessous de 20 florins. »

### Le vote plural
De 1893 à 1920, le suffrage masculin devient universel mais est tempéré par le vote plural.

« Les députés à la Chambre des représentants sont élus directement dans les conditions ci-après : 
 Un vote est attribué aux citoyens âgés de 25 ans accomplis, domiciliés depuis un an au moins dans la même commune, et qui ne se trouvent pas dans l'un des cas d'exclusions prévus par la loi. 
 Un vote supplémentaire est attribué à raison de chacune des conditions suivantes : 
 1° Être âgé de 35 ans accomplis, être marié, ou veuf ayant descendance légitime, et payer à l'État au moins 5 francs d'impôt du chef de la contribution personnelle sur les habitations ou bâtiments occupés, à moins qu'on n'en soit exempté en raison de sa profession ; 
 2° Être âgé de 25 ans accomplis et être propriétaire : 
 soit d'immeubles d'une valeur d'au moins 2000 francs, à établir sur la base du revenu cadastral en rapport avec cette valeur ; 
 soit d'une inscription au grand-livre de la dette publique ou d'un carnet de rente belge à la Caisse d'épargne, d'au moins 100 francs de rente. 
 Les inscriptions et carnets doivent appartenir au titulaire depuis deux ans au moins. 
 La propriété de la femme est comptée au mari ; celle des enfants mineurs, au père. 
 Deux votes supplémentaires sont attribués aux citoyens de 25 ans accomplis et se trouvant dans l'un des cas suivant : 
 A. Être porteur d'un diplôme d'enseignement supérieur ou d'un certificat homologué de fréquentation d'un cours complet d'enseignement moyen du degré supérieur, sans distinction entre les établissements publics ou privés ; 
 B. Remplir ou avoir rempli une fonction publique, occuper ou avoir occupé une position, exercer ou avoir exercé une profession privée, qui impliquent la présomption que le titulaire possède au moins les connaissances de l'enseignement moyen du degré supérieur. La loi détermine ces fonctions, positions et professions, ainsi que, le cas échéant, le temps pendant lequel elles auront dû être occupées ou exercées. 
 Nul ne peut cumuler plus de trois votes. »

### Le suffrage universel
À partir de 1920, le suffrage est universel pour les hommes, certaines femmes obtiennent le droit de vote et toutes pourraient l'obtenir si une loi est prise dans ce sens, ce qui sera fait le 27 mars 1948. L'âge minimum pour voter passe de 25 à 21 ans.

« Les députés à la Chambre des représentants sont élus directement par les citoyens âgés de 21 ans accomplis, domiciliés depuis six mois au moins dans la même commune, et ne se trouvant pas dans l'un des cas d'exclusion prévus par la loi. 
 Chaque électeur n'a droit qu'à un vote. 
 Une loi pourra, dans les mêmes conditions, attribuer le droit de vote aux femmes. Cette loi devra réunir au moins les deux tiers des suffrages. 
 
 Disposition transitoire 
 
 Sont admises au droit de suffrage, concurremment avec les citoyens visés à l'article 47 de la Constitution, les femmes qui, réunissant les conditions prescrites par cet article, appartiennent à l'une des catégories énoncées dans l'article 2 de la loi du 9 mai 1919. »

Lors de la deuxième réforme de l'État, le pouvoir constituant adapte l'article à l'élargissement du droit de vote aux femmes et abaisse l'âge de vote à 18 ans.

« Les députés à la Chambre des représentants sont élus directement par les citoyens âgés de 18 ans accomplis, domiciliés depuis six mois au moins dans la même commune, et ne se trouvant pas dans l'un des cas d'exclusion prévus par la loi. 
 Chaque électeur n'a droit qu'à un vote. »

Lors de la troisième réforme de l'État, la condition relative à la durée de fixation dans la même commune est supprimée.